# Nakajima Miyuki
Nakajima Miyuki (中島 みゆき Nakajima Miyuki) (sinh ngày 23 tháng 2 năm 1952 tại Sapporo, Hokkaidō, Nhật Bản) là một nữ ca sĩ kiêm sáng tác nhạc và người dẫn phát thanh người Nhật Bản. Cô đã phát hành 44 album phòng thu, 46 đĩa đơn, 6 album nhạc sống và nhiều đĩa nhạc tuyển tập tính đến tháng 1 năm 2020. Doanh số bán đĩa của cô được ước tính hơn 21 triệu bản.
Vào giữa thập niên 1970, Nakajima ký hợp đồng với Canyon Records và bắt đầu sự nghiệp âm nhạc của mình với đĩa đơn đầu tay, "Azami Jō no Lullaby" (アザミ嬢のララバイ). Nổi tiếng với bản hit "Wakareuta"  phát hành năm 1977, kể từ đó cô đã có một sự nghiệp thành công với tư cách ca sĩ kiêm sáng tác, chủ yếu vào đầu những năm 1980. Bốn đĩa đơn của cô đã bán được hơn một triệu bản trong hai thập kỷ qua, bao gồm "Chijō no Hoshi", bài hát nhạc hiệu cho loạt phim tài liệu truyền hình Nhật Bản Project X.
Nakajima biểu diễn trong sân khấu thể nghiệm ("Yakai") vào mỗi cuối năm từ 1989 đến 1998. Các tiết mục của Nakajima mang màu sắc riêng với các kịch bản và bài hát do cô sáng tác, và cô tiếp tục diễn không đều trong những năm gần đây.
Ngoài công việc làm một nghệ sĩ solo, Nakajima là tác giả hơn 90 sáng tác cho nhiều ca sĩ khác và cho ra một số bài hát quán quân bảng xếp hạng. Nhiều bản cover các bài hát của cô đã được các ca sĩ châu Á (đặc biệt là Đài Loan và Hồng Kông) thể hiện. Cô từng tham gia Hội đồng ngôn ngữ quốc gia Nhật Bản, trực thuộc Bộ Giáo dục, Văn hóa, Thể thao, Khoa học và Công nghệ.

## Thân thế
Nakajima Miyuki sinh ra vào tháng 2 năm 1952 tại Sapporo, thủ phủ của Hokkaidō. Ông nội cô tên Buichi (武市) là một chính trị gia của Hokkaido, còn cha cô, Shinichiro(眞一郎) điều hành một phòng khám phụ khoa và sản khoa. Gia đình cô chuyển tới Iwanai năm cô lên 5 tuổi và sống tại đó trong 6 năm. Cô dành phần lớn thời niên thiếu của mình ở thành phố Obihiro, nơi cô là một trong những học viên tốt nghiệp ưu tú nhất của Trường trung học Obihiro Hakuyou, bên cạnh ca sĩ kiêm sáng tác nhạc Yoshida Miwa và phát thanh viên truyền hình Azumi Shinichiro. Cô tốt nghiệp khoa văn hóa Nhật, Đại học phụ nữ Fuji của Sapporo vào năm 1974.
Nakajima có buổi biểu diễn trực tiếp đầu tiên vào năm thứ ba ở trường trung học, cô diễn một bài hát do cô sáng tác có nhan đề đề "Tsugumi no Uta" trên sân khấu tại một lễ hội văn hóa. Năm 1972, cô tham gia một cuộc thi nhạc dân gian tại Phòng hòa nhạc ngoài trời Hibiya ở Tokyo và giành giải sáng tác cho bài "Atashi Tokidoki Omouno". Bài hát nằm trong album dự thi đã trở thành chất liệu thu âm đầu tiên của cô. Sau khi tốt nghiệp đại học, Nakajima tiếp tục theo đuổi sự nghiệp nhạc sĩ chuyên nghiệp trong gần một năm.

## Sự nghiệp âm nhạc

### Giai đoạn đầu sự nghiệp (1975–1980)
Vào tháng 5 năm 1975, sáng tác "Kizutsuita Tsubasa (Wings of Love – I Knew nothing)" của cô đã giành được giải thưởng tại cuộc thi bài hát nổi tiếng lần thứ 9 do Quỹ âm nhạc Yamaha tổ chức. Sau khi ký hợp đồng với Yamaha và Canyon Records, cô ra mắt với đĩa đơn "Azami Jō no Lullaby", được phát hành vào tháng 9 năm 1975. Vào tháng 10, Nakajima tham gia cuộc thi bài hát nổi tiếng bằng một sáng tác khác là "Jidai" và bài này cũng đoạt giải. Ca khúc còn giành được giải thưởng lớn của Liên hoan bài hát nổi tiếng thế giới lần thứ 6, một giải thưởng khác do Yamaha tổ chức vào tháng 12. Tháng 5 năm 1976, cô phát hành album phòng thu đầu tiên, Watashi no Koe ga Kikoemasuka. Năm 1976, Nakajima sáng tác đĩa đơn quán quân đầu tiên của mình mang tên "Abayo" (được thu âm bởi Ken Naoko) và bán ra hơn 700.000 bản.
Trong suốt sự nghiệp dài hơn 40 năm của mình, cô là tác giả hơn 100 bài hát cho các nghệ sĩ khác, bao gồm "Shiawase Shibai" (do Sakurada Junko thu âm), "Kamome wa Kamome" (đĩa đơn tái xuất của Ken, phát hành năm 1978) và "If I could Take to the Sky (Kono Sora wo Tobetara)" (do Kato Tokiko thể hiện, phát hành năm 1978). Nakajima thỉnh thoảng phát hành album hồi tưởng, bao gồm các bài hát viết cho các nghệ sĩ khác. Album đầu tiên, Okaerinasai (phát hành năm 1979) đã tiêu thụ hơn 500.000 bản và trở thành một trong những album bán chạy nhất của cô.
Đĩa đơn thứ năm của Nakajima Miyuki là "Wakareuta" (phát hành vào tháng 9 năm 1977) trở thành tác phẩm đột phá về mặt thương mại của cô với tư cách ca sĩ. Bài hát đạt vị trí quán quân trên Oricon trong một tuần vào tháng 12 năm 1977, đánh bật "Wanted (Shimei Tehai)" của Pink Lady khỏi vị trí đầu bảng xếp hạng. "Wakareuta" đã bán ra hơn 700.000 bản.
Ngoài sự nghiệp làm nghệ sĩ thu âm, Nakajima còn xuất hiện với tư cách người dẫn trên các chương trình phát thanh. Cô là người dẫn chương trình All Night Nippon, một trong những chương trình có thời lượng lên sóng dài nhất của hệ thống phát thanh truyền hình Nippon, từ tháng 4 năm 1979 đến tháng 3 năm 1987.

### Thập niên 1980
Nakajima đã trải qua thời hoàng kim của mình vào nửa đầu những năm 1980. 7 album phòng thu của cô được phát hành trong thời gian này (từ Ikiteitemo Iidesuka đến Miss M.) liên tiếp đạt vị trí số một trên bảng xếp hạng Oricon. "Akujo" được phát hành dưới dạng đĩa đơn vào mùa thu năm 1981 và trở thành đĩa đơn quán quân đầu tiên của cô trên bảng xếp hạng đĩa đơn Oricon kể từ "Wakareuta" năm 1977. Kansuigyo (album phòng thu thứ tám của cô) tái diễn thành tích của "Akujo" và là đĩa LP thành công nhất về mặt thương mại của cô ấy. Album đoạt vị trí quán quân trên Oricon trong 6 tuần, và đứng đầu bảng xếp hạng album cuối năm của Nhật Bản năm 1982. Trong cùng năm đó, cô đã cho ra một vài đĩa đơn lọt vào top ba bảng xếp hạng, gồm "Yuwaku" và "Unrequited Love".
Với vai trò sáng tác và viết lời, Nakajima tiếp tục viết nhạc cho các nghệ sĩ khác. "Suzume (Sparrow)", đĩa đơn solo đầu tiên của cựu thành viên Pink Lady, Masuda Keiko một lần nữa đưa nghệ sĩ này lên vị trí top 10. Năm 1983, Nakajima đã giành được giải thưởng đĩa nhạc Nhật Bản lần thứ 25 nhờ sáng tác bài hát "Haru na no ni", một bài hát thần tượng nhạc pop thiếu niên lúc ấy là Kashiwabara Yoshie thể hiện.
"Cold Farewell (Tsumetai Wakare)" được phát hành dưới dạng đĩa đơn vào năm 1985, là bài hát đầu tiên cô sản xuất ở các quốc gia ngoài Nhật Bản. Bài hát lọt vào top 10 bảng xếp hạng có phần độc tấu kèn harmonica dài do Stevie Wonder biểu diễn. Anh cũng chơi đàn synthesizer trong đĩa đơn tiếp theo của Nakajima là "Atai no Natsuyasumi", phát hành một năm sau.
Nakajima viết lời cho bài hát nhạc pop "Fu-ji-tsu" vào năm 1988. Ca khúc được phát hành dưới dạng đĩa đơn thứ tư của thần tượng thiếu niên Kudō Shizuka, nhân vật nổi danh là thành viên cũ của nhóm Onyanko Club. Vào cuối những năm 1980 và đầu những năm 1990, Nakajima và Goto cùng sáng tác 17 bài hát cho Kudō, một số bài đã chiếm ngôi đầu bảng xếp hạng, bao gồm "Dōkoku" phát hành năm 1993 và được RIAJ trao chứng nhận đĩa bạch kim bốn lần dành cho doanh số vượt quá một triệu bản của bài hát. Mối quan hệ cộng tác viết nhạc của cô với Goto kết thúc vào năm 1993, nhưng Nakajima vẫn tiếp tục viết một số bài hát cho Kudō trong những năm sau đó.

### Thập niên 1990
Kể từ thập niên 1990, Nakajima bắt đầu dần xuất hiện trên nhiều chương trình truyền hình và quảng cáo, mặc dù cô liên tục từ chối lời mời có mặt trên các chương trình truyền hình nhạc pop. Năm 1992, Nakajima xuất hiện trong bộ phim truyền hình Shin'ai Naru Mono e (đặt tên theo tựa album phòng thu năm 1979 của cô), đóng vai bác sĩ trong tập đầu và tập cuối.
Từ năm 1993 đến năm 2000, Nakajima thường xuyên xuất hiện trên các quảng cáo truyền hình cho Bộ bưu chính truyền thông Nhật Bản. Các quảng cáo (hầu hết trong số chúng là màn tái thể hiện bài "Time Goes Around" của chính cô từ khi được thu âm vào năm 1993) đã phát sóng trong Lễ hội Bon và các mùa lễ hội ở Nhật Bản.
Vào tháng 3 năm 1996, cô phát hành đĩa tuyển tập bản hit lớn nhất mang tên Daiginjo, và đĩa nhạc đạt vị trí số một trên bảng xếp hạng album của Oricon, biến cô trở thành nữ nghệ sĩ lớn tuổi nhất sản xuất một album quán quân trên bảng xếp hạng âm nhạc Nhật Bản lúc bấy giờ (kỷ lục này về sau đã bị Matsutoya Yumi và Takeuchi Mariya xô đổ).
Tuy nhiên, mỗi album phòng thu của cô phát hành vào thập niên 1990 đều đạt thành tích mờ nhạt về mặt thương mại và một số trong số đó không lọt nổi vào top 10 trên bảng xếp hạng. Sun: Wings và Moon: Wings (phát hành năm 1999) là những album bán ít đĩa nhất của cô. Cả hai album đều bán được dưới 50.000 bản. Cô là thành viên của Hội đồng ngôn ngữ quốc gia Nhật Bản, nơi cô tham gia vào cuối thập niên 1990.

### Thập niên 2000
Một phần tư thế kỷ kể từ khi ra mắt, Nakajima Miyuki rời hãng đĩa Pony Canyon và chuyển đến hãng Yamaha Music Communications mới thành lập. Tại đây, cô đã phát hành đĩa đơn mặt-A kép "Chijō no Hoshi"/"Headlight Taillight", sau này trở thành bài hát nổi tiếng nhất của cô. Cô ấy cũng sáng tác các bài hát làm bài nhạc hiệu cho Project X, một chương trình tài liệu truyền hình được trình chiếu lần đầu trên NHK vào tháng 3 năm 2000. Đĩa đơn ra mắt ở vị trí thứ 15 trên Oricon vào tháng 7 năm 2000, và tiếp tục trụ hạng trong hơn hai năm. Để bày tỏ lời cảm ơn vì thành công thương mại ngoài mong đợi của các bài hát nhạc hiệu của Project X, Nakajima quyết định xuất hiện trong chương trình âm nhạc thường niên lần thứ 53 Kōhaku Uta Gassen, do NHK phát sóng vào dịp giao thừa năm 2002, buổi biểu diễn trực tiếp đầu tiên của cô trên truyền hình kể từ sau cuối những năm 1970.
Năm 2006, Nakajima sáng tác bài hát "Sorafune (Ship in the Air)" cho nhóm nhạc nam Tokio. Bài hát được sử dụng làm nhạc nền cho My Boss, My Hero, bộ phim truyền hình với sự tham gia của trưởng nhóm Nagase Tomoya. Ca khúc trở thành sáng tác thành công thứ hai về mặt thương mại của ban nhạc, sau đĩa đơn đầu tay của họ, và duy trì vị trí trên bảng xếp hạng Oricon trong hơn một năm, bán được khoảng 480.000 bản. "Ship in the Air" cũng là bài hát quán quân bảng xếp hạng mà Nakajima đóng góp cả lời bài hát và giai điệu cho các nghệ sĩ khác trong 30 năm, kể từ khi "Abayo" được thu âm bởi Ken Naoko vào năm 1976. Một tháng sau khi phát hành album phòng thu Lullaby Singer, trong đó có phần tái thể hiện "Ship in the Air" của chính chủ, phần góp bút của cô ấy cho Tokio đã giành được "lời bài hát hay nhất" của lễ trao giải thưởng đĩa nhạc Nhật Bản lần thứ 48.

### Thập niên 2010–nay
Vào năm 2012, Nakajima đã sáng tác và thể hiện bài hát kết thúc "Onshirazu" (恩知らず) cho bộ phim truyền hình Nhật Bản Tokyo Zenryoku Shoujo. Cô cũng xuất hiện với tư cách khách mời trong tập phim đầu tiên.  Năm 2014, Nakajima viết nhạc và sáng tác bài hát "Naite mo Iin Da yo" cho nhóm nhạc thần tượng Nhật Bản Momoiro Clover Z thể hiện. Bài được phát hành vào ngày 8 tháng 5 năm 2014. Bài hát được sử dụng làm nhạc hiệu cho bộ phim Akumu-chan: Za Mūbī. Nakajima đã thể hiện bài hát nhạc hiệu mở đầu cho bộ phim truyền hình buổi sáng năm 2014 Massan của NHK, mang tên "Mugi no Uta" (Bài hát lúa mì). Cô trình diễn bài hát này tại Kōhaku Uta Gassen lần thứ 64 trong cùng năm.

## Tôn vinh
Vào tháng 11 năm 2009, Nakajima đã được Chính phủ Nhật Bản trao tặng Huân chương Danh dự kèm ruy băng màu tím.

## Danh sách đĩa nhạc

### Album phòng thu
- Watashi no Koe ga Kikoemasuka (私の声が聞こえますか?) (1976)
- Minna Itte Shimatta (みんな去ってしまった?) (1976)
- A Ri Ga To U (あ・り・が・と・う?) (1977)
- Aishiteiru to Ittekure (愛していると云ってくれ?) (1978)
- Shin-ai Naru Mono e (親愛なる者へ?) (1979)
- Okaerinasai (おかえりなさい?) (1979)
- Ikiteitemo Iidesuka (生きていてもいいですか?) (1980)
- Month of Parturition (臨月 Ringetsu?)" (1981)
- Kansuigyo (寒水魚?) (1982)
- Hunch (予感 Yokan?) (1983)
- How Do You Do (はじめまして Hajimemashite?) (1984)
- Change (御色なおし Oiro Naoshi?) (1985)
- miss M. (1985)
- 36.5°C (1986)
- Miyuki Nakajima (中島みゆき Nakajima Miyuki?) (1988)
- Goodbye Girl (グッバイ ガール Gubbai Gāru?) (1988)
- Kaikinetsu (回帰熱?) (1989)
- Yoru wo Yuke (夜を往け?) (1990)
- Utadeshika Ienai (歌でしか言えない?) (1991)
- East Asia (1992)
- Jidai (時代～Time Goes Around Time Goes Around?) (1993)
- Love or Nothing (1994)
- 10 Wings (1995)
- Paradise Cafe (パラダイス・カフェ Paradaisu Kafe?) (1996)
- Be Like My Child (わたしの子供になりなさい Watashi no Kodomo ni Narinasai?) (1998)
- Sun: Wings (日-WINGS Hi -Uingusu-?) (1999)
- Moon: Wings　 (月-WINGS Tsuki -Uingusu-?) (1999)
- Short Stories (短編集 Tanpenshū?) (2000)
- Lullaby for the Soul (心守歌 Kokoromoriuta?) (2001)
- Otogibanashi: Fairy Ring (おとぎばなし -Fairy Ring- Otogibanashi -Fearī Ringu?) (2002)
- Love Letter (恋文 Koibumi?) (2003)
- Ima no Kimochi (いまのきもち?) (2004)
- Ten-Sei (転生 Tensei?) (2005)
- Lullaby Singer (ララバイSINGER Rarabai Shingā?) (2006)
- I Love You, Do You Hear Me? (I Love You, 答えてくれ Ai Ravu Yū, Kotaetekure?) (2007)
- Drama! (2009)
- Midnight Zoo (真夜中の動物園 Mayonaka no Dōbutsuen?) (2010)
- From the Icy Reaches (荒野より Kōya Yori?) (2011)
- Night-Light (常夜灯 Jōyatō?) (2012)
- Hard Problems (問題集 Mondaishū?) (2014)
- Musical Suite (組曲 (Suite) Kumikyoku (Suīto?) (2015)
- Soumon (相聞 Sōmon?) (2017)
- CONTRALTO (コントラアルト kontoraaruto?) (2020)
- The day the world looks different (世界が違って見える日 sekaigachigattemieruhi?)（2023

## Danh sách trình diễn trực tiếp
- Nguồn:[21]

### Tour
- 1977 Spring Concert
- 1977 Autumn Concert
- 1978 Spring Tour
- 1978 Autumn Tour
- 1979 Spring Tour
- 1979 Autumn Tour
- Miyuki Nakajima Concert (1980 Autumn Tour)
- Sabishiki Tomo e (寂しき友へ?) (1981)
- Sabishiki Tomo e II (寂しき友へII?) (1982)
- Utahime (浮汰姫?) (1982–83)
- Nakajima Miyuki Concert Fuku Koro ni (蕗く季節に?) (1982–83)
- Nakajima Miyuki Concert '84 Asu wo Ute! (明日を撃て!?) (1984)
- Nakajima Miyuki Concert '84 Gekkou no Utage (月光の宴?) (1984–85)
- Nakajima Miyuki Concert '85 No Thank You (のぅさんきゅう Nousankyu?) (1985)
- Nakajima Miyuki Concert '85 Utagoyomi (歌暦?) Page 85" (1985)
- Nakajima Miyuki Concert '86 Gobanme no Kisetsu (五番目の季節?) " (1986)
- Nakajima Miyuki Concert '86 Utagoyomi (歌暦?) Page 86 "Koiuta (恋唄?) " (1986)
- Miyuki Nakajima Concert '87 "Suppin Vol.1" (1987)
- Nakajima Miyuki Concert 1989 Nousagi no You ni (野ウサギのように?) " (1989)
- Concert Tour '90 "Night Wings" (1990)
- Concert "Carnival 1992" (1992)
- Concert Tour '93 "East Asia" (1993)
- Concert '95 "Love or Nothing" (1995)
- Concert Tour '97 "Paradise Cafe" (1997)
- Concert Tour '98 (1998)
- XXIc. 1st. (2001)
- Concert Tour 2005
- Concert Tour 2007
- Nakajima Miyuki Tour 2010
- Nakajima Miyuki Enkai (縁会?) 2012-2013
- Nakajima Miyuki Yakai Koujo (夜会工場?) VOL.1 (2013)
- Nakajima Miyuki Concert「Ichi E (一会?)」2015-2016
- Nakajima Miyuki Yakai Koujo (夜会工場?) VOL.2 (2018)
- Nakajima Miyuki 2020 Last Tour (ラスト・ツアー「結果オーライ」?)[22][23]

### Yakai
- Yakai (夜会?) (1989)
- Yakai 1990 (夜会1990?) (1990)
- Yakai Vol.3 Kan-Tan (邯鄲?) (1991)
- Yakai Vol.4 Kinkanshoku (金環蝕?) (1992)
- Yakai Vol.5 "Hana no Iro wa Utsuri ni keri na Itazura ni Waga Mi Yo ni Furu Nagame Seshi Ma ni" (「花の色はうつりにけりないたづらに わが身世にふるながめせし間に」?) (1993)
- Yakai Vol.6 Shangri-La (シャングリラ?) (1994)
- Yakai Vol.7 2/2 (1995)
- Yakai Vol.8 Tou Onna (問う女?) (1996)
- Yakai Vol.9 2/2 (1997)
- Yakai Vol.10 Kaishou (海嘯?) (1998)
- Yakai Vol.11 Winter Garden (2000)
- Yakai Vol.12 Winter Garden (2002)
- Yakai Vol.13 24-ji Chaku 0-ji Hatsu  (24時着0時発?) (2004)
- Yakai Vol.14 24-ji Chaku 00-ji Hatsu  (24時着00時発?) (2006)
- Yakai Vol.15 Ganso Konbanya  (元祖・今晩屋?) (2008–09)
- Yakai Vol.16 Honke Konbanya  (本家・今晩屋?) (2009)
- Yakai Vol.17 2/2 (2012)
- Yakai Vol.18 Hashi no shita no Arukadia  (橋の下のアルカディア?) (2014)
- Yakai Vol.19 Hashi no shita no Arukadia  (橋の下のアルカディア?) (2016)
- Yakai Vol.20 Little Tokyo  (リトル・トーキョー?) (2019)

## Giải thưởng
| Giải đĩa nhạc Nhật Bản |                                 |                         | |
| Năm                    | Tựa phim                        | Hạng mục                | Nhân sự |
| 1976 (hạng 18)         | "Abayo"                         | Thể hiện phần hát       | (Người thể hiện: Ken Naoko / Sáng tác và viết lời: Nakajima / Chuyển soạn: Kawauchi Kuni)                                        |
| 1978 (hạng 20)         | "Shiawase Shibai"               | Giải Vàng               | (Người thể hiện: Sakurada Junko / Sáng tác và viết lời: Nakajima / Chuyển soạn: Kei Wakakusa)                                    |
| 1981 (hạng 23)         | Month of Parturition (Ringetsu) | 10 album hay nhất       | (Performer, composer, lyricist and producer: Nakajima / Arrangers: Katz Hoshi, Hiromi Yasuda, Mitsuo Hagita, Masataka Matsutoya) |
| 1982 (hạng 24)         | Kansuigyo                       | Album/10 album hay nhất | (Người thể hiện, sáng tác và viết lời, nhà sản xuất: Nakajima / Chuyển soạn: Aoki Nozomi, Matsutoya Masataka, Goto Tsugutoshi)   |
| 1983 (hạng 25)         | "Haru na no ni"                 | Sáng tác hay nhất       | (Viết lời và sản xuất: Nakajima / Người thể hiện: Kashiwabara Yoshie/ Chuyển soạn: Hattori Katsuhisa)                            |
| 1984 (hạng 26)         | "Saiai"                         | Giải Vàng               | (Người thể hiện: Kashiwabara Yoshie / Viết lời và sáng tác: Nakajima / chuyển soạn: Nobuo Kurata)                                |
| 1988 (hạng 30)         | "Mugo, n... Iroppoi"            | Giải Vàng               | (Người thể hiện: Kudō Shizuka / Viết lời: Nakajima / Sáng tác, sản xuất và chuyển soạn: Goto Tsugutoshi)                         |
| 1992 (hạng 34)         | East Asia                       | 10 album hay nhất       | (Người thể hiện, sáng tác và viết lời, nhà sản xuất: Nakajima / Đồng sản xuất và chuyển soạn:Seo Ichizo)                         |
| 2006 (hạng 48)         | "Ship in the Air (Sorafune)"    | Ca từ xuất sắc nhất     | (Người thể hiện: Tokio / Viết lời và sáng tác: Nakajima / Chuyển soạn và sáng tác: Funayama Motoki)                              |

| Giải đĩa nhạc vàng Nhật Bản |                                                              |                             | |
| Năm                         | Bài hát                                                      | Hạng mục                    | Nhân sự |
| 1989 (hạng 4)               | "Kousa ni Fukarete"                                          | 5 đĩa đơn bán chạy nhất năm | (Người thể hiện: Kudō Shizuka / Tác giả lời: Nakajima / sáng tác, nhà sản xuất và chuyển soạn: Goto Tsugutoshi)       |
| 1994 (hạng 9)               | "Between the Sky and You (Sora to Kimi no Aida ni)"/"Fight!" | 5 đĩa đơn bán chạy nhất năm | (Người thể hiện, sáng tác, viết lời và nhà sản xuất: Nakajima / Đồng sản xuất và sắp xếp: Seo Ichizo, Inoue Takayuki) |